# 夏默学院
夏默学院（英語：Shimer College；/ˈʃaɪmər/ SHY-mər），通常简称夏默。是一所位于美国伊利诺伊州芝加哥的小型、私立、博雅教育类本科院校。1853年，弗朗西丝·伍德·夏默于伊利诺伊州芒特卡罗尔市的边陲城镇创建了该院，初期100年内的大部分时间一直是一所女子学院。 1896年，学院并入芝加哥大学，并于1907年成为美国首批初級学院之一；1950年，学院发展成男女混校的四年制学院，取名“夏默学院”，并在芝加哥大学实施名著和苏格拉底研討會的哈钦斯计划；1958年，学院脱离了与芝加哥大学的关系，成为一所独立学院。1960年代，学院获得国家承认且发展势头强劲，但1978年因资金问题而不得不舍弃原有校园，迁至芝加哥郊区的沃基根，直至2006年；之后，校园迁入芝加哥道格拉斯區，於布朗兹维勒街区（Bronzeville neighborhood）的伊利诺伊科技学院（IIT）校园内落址。
夏默学生专注于小型讨论会，他们讨论原始素材胜过读课本。学院的核心课程包括人文科学、社会科学、自然科学和综合研究，这一系列课程占据了学历教育三分之二的比重。1963年起，夏默提供留學英国牛津大学的課程；1981年起，为在职成人提供周末課程。学院在招生方面，主要根据申请者的论文水平对他们的学术潜质做出评估。夏默对学生的考试成绩不作要求，不设定及格分数线。自1950年起，学院实施入学预科制度，允许尚未毕业的高中生开始大学低年级的課程学习。在美国的博雅类大学中，夏默博士毕业生的比例最高。全院有50％的本科毕业会继续研究生阶段的学习，20％的学生会完成博士学位。
夏默学院一直驻留在由路德维格·迈尔斯·凡德罗（Ludwig Mies van der Rohe）设计的伊利诺伊科技学院主校区内，学院建筑于2005年被编入美国国家史迹名录。夏默学生保持自己固有的校园生活传统，但也会融入科技学院的学生生活。学院施行广泛的民主自治管理，此模式被外界描述为“高校之罕见”。1977年起, 学院的内部管理由教师、职员和学生组成的一个委员会和一个被称为“大会”的公平评价机构来实施。2009年，夏默有在校生104名；毕业生成就卓著，有诗人、作家、政论家、现实派艺术家和顶尖的计算机人才。

## 历史

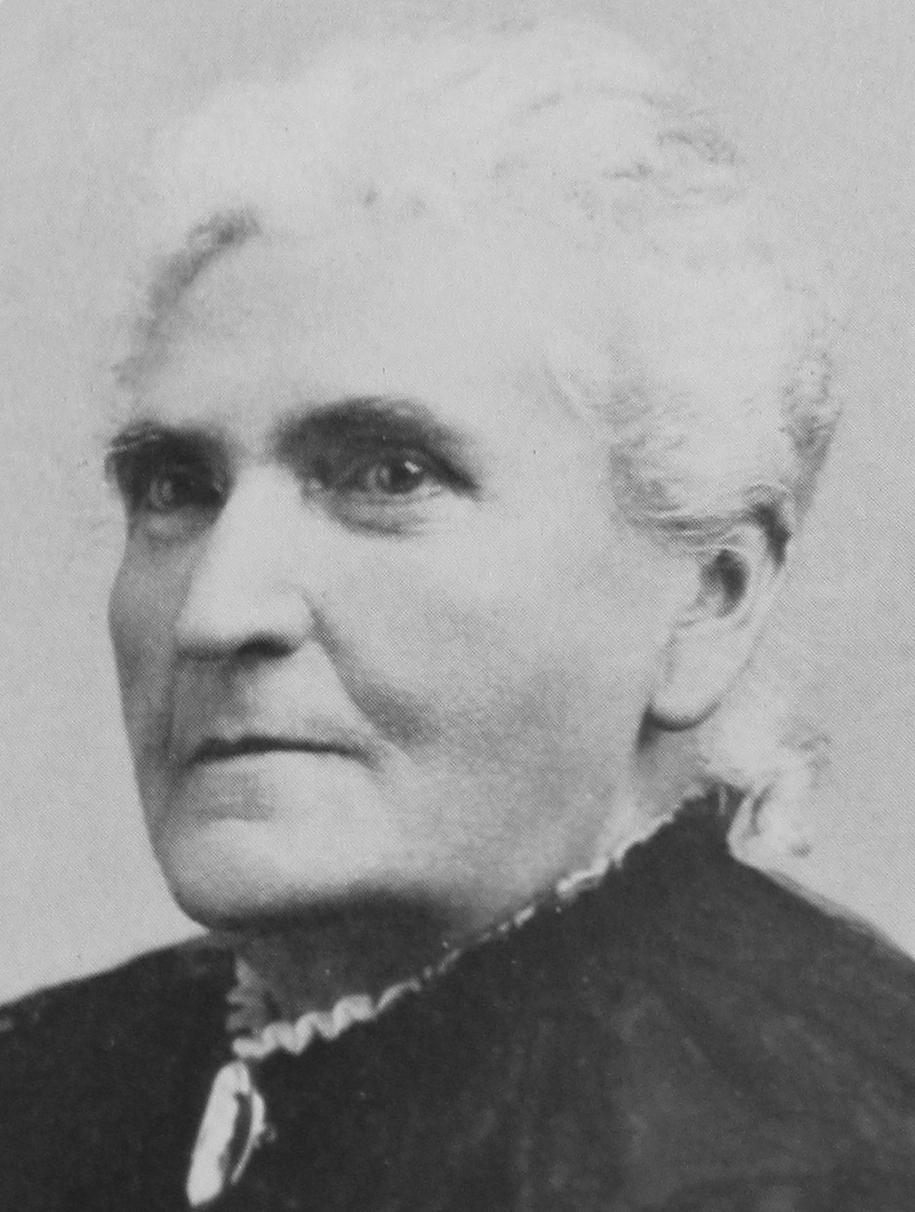
法兰西斯·伍德·夏默（1826-1901），她是芒特卡罗尔神学院的「推動的精神象徵與監督的掌權人物」（1953年创立至1896年退休）

1852年，伊利诺伊州芒特卡罗尔市的先锋镇因为缺乏公立学校，便与没有土地、缺乏教师和资金的芒特卡罗尔神学院合作办学，这就是夏默学院的前身[a]。先锋镇说服了两名纽约巴尔士顿斯帕村（Ballston Spa）的教师—法兰西斯·伍德（Frances Wood）和他的朋友西德雷拉·格雷格里（Cindarella Gregory）西行到大草原执教。1853年5月11日，新校在一所教堂内开学，仅有11名学生。1854年，由于学院在当地无法募集到足够资金，共同创办人便借贷建起了一幢校舍；然而因运营资金吃紧，他們决定将学院出售，于是伍德和格雷格里借钱将其买下。1857年，伍德与亨利·夏默结婚，夏默當時是一名遭到神学院積欠工資的石匠，伍德從此冠上他的姓，而后来学院也以此命名。

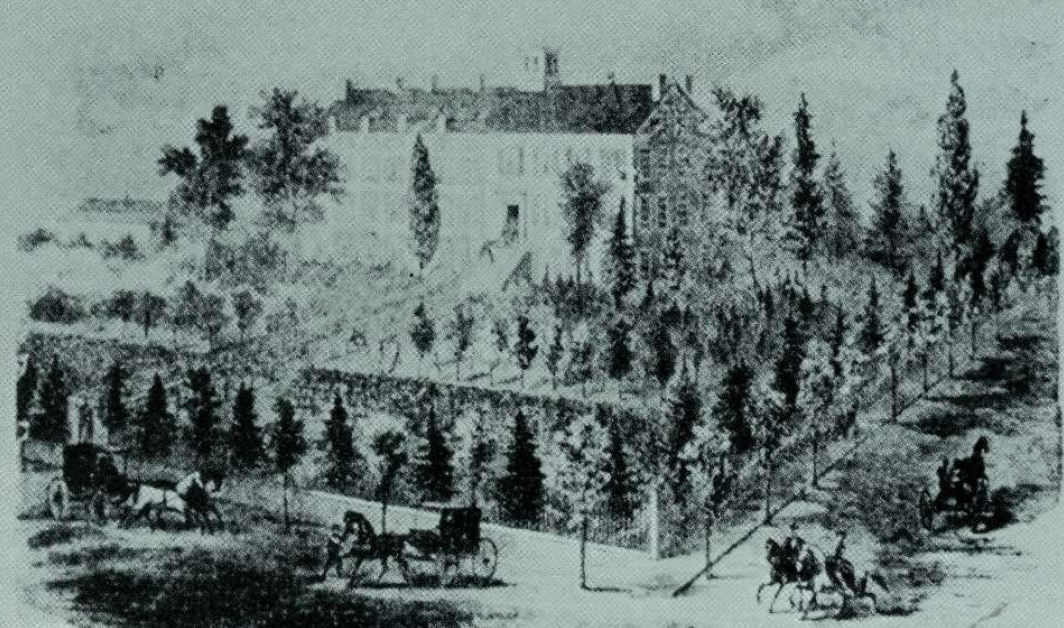
1867年的蒙特卡罗尔神学院

1864年，由于学院容量有限，只接受女学生入学，但这并非院方的正式规定。1896年，为让学院长期开办下去，弗朗西丝·夏默与芝加哥大学达成共识，隸屬其下成为芝加哥大学弗朗西丝·夏默学院（the Frances Shimer Academy of the University of Chicago），但与浸信会教堂的隶属关系較不緊密。[b]弗朗西丝从学院退休后前往佛罗里达，直至1901年辞世，都未再踏足夏默学院。后来的芝加哥大学校长威廉·雷利·哈勃（William Rainey Harper）于1907年在美国首次提出设立初級學院（美國兩年制專科學校）的构想，夏默学院因此成为首所提供初級學院課程的学院。两年制的初級學院課程，與原先四年制的預科課程並存，且於1920年获得認證。
在美国大萧条时期，学院经歷了入学人数的严重衰减和随之而来的财务困境，并一直持续到大萧条之后。在先后5任院长的带领下，学院一方面将預科课程由六年制重组为四年制初級學院课程，另一方面进行大幅度的减薪後，学院危机因此得以幸免。1943年，学院院长阿尔宾·步罗（Albin Bro）向芝加哥大学教务处发出邀请，要求对夏默学院作出整体评估。反馈的77封建议书成为学院转型的基础，使学院從一所保守的女子精修學校转型为一所非傳統的學校，即男女混校的四年制学院。

學院於1950年改名夏默，並在芝加哥大學提供名著的課程。1957年芝加哥大學決議放棄名著課程，以及一所險些破產的夏默學院，隨後學院於1958年脫離了與芝加哥大學的關係。名著課程仍在夏默學院實施，並於1960年代期間完成國際認證與入學人數迅速成長。1963年，一篇刊於《哈佛教育評論》的文章將夏默學院列入具有「典範知識思潮」的11所學院之中。一篇1966年刊於教育期刊《PDK》（Phi Delta Kappan）的文章指出夏默學院：「一份具有公信力統計數據顯示，他們的學生在人文、科學與專業方面，在畢業工作前擁有更充分的準備，相較於其他地區的學生所擁有的專門知識。」[e]
1960年代末，夏默学院经历了一段被称为“离奇的、相互诋毁的斗争”的内部混乱时期， 这场“斗争”涉及课程改革、学生举止规范程度，以及乔·穆林（Joe Mullin）院长筹款不足的传言，导致半数教师和大半学生离校。由于财务状况恶化，学院能否开办下去仍是未知數。1973年底，学院的受托人投票决定关闭学院，但师生發起一场孤注一擲的筹款运动使其免遭关闭。在接下来的四年内，受托人三次投票关闭学院，然而最後投票今后重辦學院。1977年，学院最终申请破产保护，这归功于1967年加入教师陣容的一位核工程师兼聖公會神職人員多·蒙（Don Moon）的领导下。受托人兼校董会主席巴里·卡罗尔（Barry Carroll）這麼表示：“12名有著坚定奉献精神的教师與自願的学生，將学院持续办下去的责任扛了起來”。
1978年寒假期间，应伊利諾州沃基根市的邀请，学院的教师和62名学生借來幾輛卡车将学院遷至沃基根，进驻了两間老舊的住所，这里是芝加哥北部一个沒落的郊外工业区。1979年1月迁入新址后，学院按计划开学。1980年，学院脫離破产保護，但由於財務問題失去教育認證。在随后的25年中，夏默在新校址周围购置了12处房产作为临时校园，学院的财务状况也逐渐趋于稳定。及至1988年，入学人数已从40人攀升到114人，并且在财务上轉虧為盈。1991年，夏默學院取得了美國人文科学基金会（NEH）的獎助金，在NEH的會長兼学院核心课程倡导者琳恩·切尼（Lynne Cheney）的帮助下，這份NEH獎助金使夏默學院的資金提升至2百万美元，学院的筹款能力得以恢复；同年，夏默的教育资质也获得美国中北部大专院校协会高等教育委员会的重新认证。
2006年，夏默再次陷入入学人数停滯不前的瓶頸。此时，学院应邀迁入芝加哥的伊利诺伊科技学院（IIT）校园内，与之签订一份校舍的长期租赁协议，但雙方的教師和校董會各自保持独立。2009年，学院陷入“部分人士認為是右派企圖掌管學院校董會與經營權的一場争斗”，当时引起全国性关注。夏默学生联盟則將該校學生组织起來，於2010年2月的校董会中表達抗議。随后，由教師、校友和與會人士（夏默民主治理團體）发起的不信任投票，迫使院长托马斯·林赛（Thomas Lindsay）于2010年4月下台。林赛的繼任者是芝加哥都會區建筑师兼學院資深董事愛德華·努南（Ed Noonan）。

## 学术

### 名著課程
夏默学院是美国四所“名著課程”院校之一。[c]“名著运动”起於约翰·厄斯金（John Erskine）的研究工作，他于1919年哥伦比亚大学创办的苏格拉底研讨会就是採用「名著」。厄斯金的同事莫蒂默·阿德勒深受該研讨会的影响，並開始相信教育的目的是要契合學生的心智「對優秀的個人著作所進行的研究…其中伴隨著各種思想、價值觀及呈現形式的討論，並彙整為人類藝術的成果。」罗伯特·梅纳德·哈钦斯（Robert Maynard Hutchins）于1929年至1951年主政芝加哥大学, 也将哲学家阿德勒带进大学，并全心全意支持他的教育理念。[d]1931年，哈钦斯实施了“芝加哥计划”，即後來成為著名的“哈钦斯计划”（Hutchins Plan）。
哈钦斯的名著课程依序由自然科学、人文科学和社会科学所組成，在这些知识學門的範疇中，被認為融合了过去及现在的作品。此外，最後會以哲学和歷史作為所有課程的總結。而教學著重的是採用顯著成效的教育技巧，將這些聰慧的學生安排在小班級裡，在那裡進行討論能取代獨自論述。…同时，為了保持高學術水準，並接觸到「知識的新領域」，學院教學法著重在閱讀原著（儘管有時非一成不變，但定義相當於名著）。[e]
1896年，芝加哥大学将夏默纳入旗下，1950年夏默完全采纳的哈钦斯计划，连芝加哥大学教学大纲、综合考试及幾名講師也被纳入该计划中。 1951年，哈钦斯离校后，芝加哥大学放弃了他的计划，但夏默却将该计划予以保留，并沿用了几十年。
夏默学院选取了200本图书作为学生的书目阅读清单，这些书大体上都体现了哈钦斯计划的初衷；学院还谨慎地选取新著作添加到核心课程中，其中包括這些經典完成時，並未有留意其著作的聲音出現。 现在的书目清单囊括了诸如小马丁·路德·金（Martin Luther King Jr）、卡罗尔·吉利根（Carol Gilligan）、弗朗茨·法农（Frantz Fanon）、米歇尔·福柯（Michel Foucault）以及其他当代作家的著作。有別於傳統領域，讀物是以广博的历史和哲学主题所構成。小型研讨会是学院唯一的教学形式，甚至自然科学的教学都要透過研讨過程。各班級平均由8名学生组成，最多不超过12名，阅读和讨论仅限第一手來源資料。教师又稱作“協作人”，他們時常被直呼名字。在学习過程中，教师雖然協助研讨的進行，但也可以少量地加入談話，夏默称之为“分享研討法”（shared inquiry），意思是“课文才是教师，教師職員的立場是協助课文与学生之间產生共鳴。”

### 课程设置
夏默授予学生在人文科学、社会科学和自然科学等專修範圍的學士学位。学院有三分之二的课程是必修的核心课程。其餘课程都是選修，但其中四分之三必須是学生已選定好的專修範圍。选修课提供学生在特定领域能有深度研究，或在语言和数学方面提供基本技能指导，并經常在每一门课程專為一两位学生進行“个别指导”。学生可以在伊利諾伊科技學院和同样位于该校园内的范德庫克音樂學院申請跨校選課；以這種方式所提供的課程，包含了实验室科学、高等数学，音樂史和音樂理論。

#### 核心課程

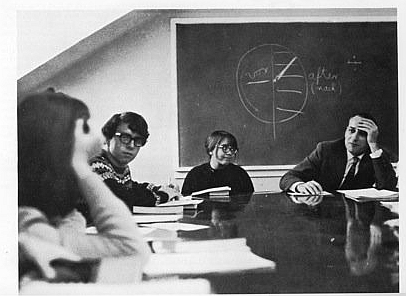
这是1967年夏默的一堂典型授课情形：学生和辅导员正在讨论一篇文章。

夏默學院核心課程的一個順序，是人文科學、社會科學、自然科學與跨學科研究中的16個必修課程。基礎研究課程，編號一與二，通常是安排在最初兩年。接著是進階研究課程，編號三與四，被安排在最後兩年。進階綜合研究課程，編號五與六，被安排在高年級。
|    | 人文科學                     | 社會科學           | 自然科學               | 綜合研究                           |
| -- | ---------------------------- | ------------------ | ---------------------- | ---------------------------------- |
| 一 | 藝術與音樂                   | 社會、文化與人格   | 化學定律與模式         | 分析、邏輯與修辭學                 |
| 二 | 詩作、戲劇與文學作品         | 西方政治傳說       | 演化、遺傳學與動物行為 | 數學原理與創造                     |
|    | 基礎研究綜合考試             |                    |                        |                                    |
| 三 | 哲學與神學                   | 國家與社會近代理論 | 光、運動與科學解釋     |                                    |
| 四 | 人文科學學術評論（現代啟蒙） | 社會科學方法論     | 量子物理學與分子生物學 |                                    |
|    | 各科研究綜合考試             |                    |                        |                                    |
| 五 |                              |                    |                        | 西方文明歷史與哲學：古世界至中世紀 |
| 六 |                              |                    |                        | 西方文明歷史與哲學：中世紀至19世紀 |
|    | 畢業論文                     |                    |                        |                                    |

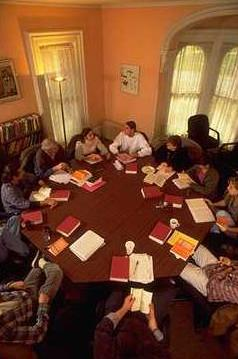
1995學年的班級同學坐在八角討論桌前，為夏默學院在教室裡傳統聚會。其桌形也反映了學院標識（logo）。

人文学科核心課程始于视觉艺术和音乐研究，並進展至文学、哲学和神学。人文学科核心课程始于视觉艺术和音乐研究，并进展至文学、哲学和神学。 夏默在人文学教学方面，对18世纪及其以后所有接近人文科学理论的重要著作进行整合，这些著作包括马丁·巴博的《我和你》, 艾玛努尔·凯特的《裁决批判》, 弗雷德里奇·尼尔兹的《超越善恶》，索伦·齐尔克珈德的《恐惧颤栗》等。夏默以这些著作为蓝本，设计成学院的“人文学批判评估课程”，而就是这些课程使得夏默的人文科学发展到极致。
社会学系列课程以“个人与社会研究”课程为开端，然后进入到“典型政治思想”课程的教学，进而进入第三阶段课程-“现代社会和政治理论”，并以"社会需求理论"结束全部课程。这些课程以社会学统计与解释法、 语言理论, 以及20世纪社会思想（如：克利福德·格尔兹的《文化诠释》, 保罗·福莱尔的《被压迫人教育学》，米歇尔·弗克尔特的《纪律与惩罚》和卡尔·曼哈姆的《空想与乌托邦》）为核心。
夏默的自然科学核心课程以公元前6世纪的早期苏格拉底哲学家的著作为起点，随历史进程而不断发展。第一阶段学科课程涉及原子理论，如进化与遗传学；第二阶段是动物习性；第三阶段是光学与相对论；最终以量子物理与分子生物学作为课程的最后阶段。夏默学生的自然科学阅读清单包括阿尔伯·爱因斯坦（ Albert Einstein）的《相对论》, 伊萨克·牛顿（Isaac Newton）的《光学》，理查德·弗曼( Richard Feynman)的《光和物质的奇异性（QED）》，安东尼·拉瓦斯尔（Antoine Lavoisier）的《化学元素》,以及查尔斯·达尔文（Charles Darwin）的《物种起源》。
学生的第一阶段基础综合课即是根据所读原文的要求，掌握基本的精读和辩论技能；第二阶段则要求学生依照古代和现代几何学与伦理体系的发展阶段，修读逻辑学和数学；
为进入更深层次课程的学习，学生还要结合自己所学过的其他课程与现在的课程进行探索性联系，找出它们的关联性，这是夏默课程的最高阶段。学生所读书目以时间顺序按编年体排列，以展示它们之间的历史关联性。书目以古代叙事诗《吉尔伽美什史诗》和荷马的《伊利亚特》为开端，以乔安·沃夫冈·冯·歌德（Johann Wolfgang von Goethe）的《浮士德》和格奥尔格·威尔姆·弗里德里希·黑格尔（Georg Wilhelm Friedrich Hegel）的《历史缘由》作为最后阶段的书目。

### 写作计划、综合考试与毕业论文
学生在每学期默的最后一周被要求完成一项学期写作计划（即人们熟知的“写作周”），学生应结合导师的要求选定题目。写作计划的成绩不会计入学分，但在年终会议上会受到任课教师的审查，是学生升学的必备条件。在进入高年级学习前，学生也被要求完成一篇有实质研究内容的个人论文。
学生要获得毕业文凭，必须通过至少两项综合考试，每项考试都是持续数天的阅读与写作，也有口头测试内容。他们完成基础阶段的学习后，都必须通过基础课程综合考试，以便进入更高一级课程的学习。高年级课程完成后，还必须通过至少一项所学专业的综合考试，这项考试通常是对所学课程的集中测试。
学生在大学四年的最终学习成效以毕业论文来体现。毕业论文通常采用立论文和说明文，但也可是原创小说、诗歌、一场表演或者一项视觉艺术作品。学院鼓励学生对自己的论文进行答辩，公众也会被邀请参与他们的答辩会。

### 特色课程

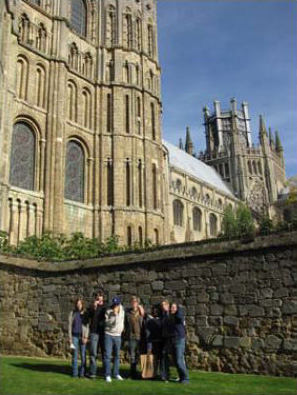
2008年，正在英国剑桥郡伊利大教堂参观的夏默学生（1963年起，夏默就开始在牛津大学实施国外课程计划）。

1981年，夏默创办了周末大学课程，允许在职的成年人参与每月第三个周末密集的课程计划，并许诺他们四年内可以毕业。周末大学的学生来自全国各地，有的甚至要往返遥远的佛罗里达和纽约，他们的年龄介乎23岁至70岁。2010年，这类学生有35至40名。

1961年，夏默首次为学生提供在巴黎为期一年的国外学习计划，1963年起每两年提供在英国牛津大学的学习计划。夏默允许8至15名学生在教授的带领下，花费一至两个学期研读“牛津-夏默课程”。学生在第三和第四学年的每一个学期，要从核心课程中选取一门课专修，而其余课程则按照牛津大学的学习科目作个人或小组学术辅导，具体科目由学生自主选定。现在“牛津-夏默课程”已与牛津大学课程紧密相连。夏默的国外学习计划创立于1985年，允许学生与来自牛津大学和美国其他学院的学生一起居住。
夏默为从幼儿园到12年级的教师设计了提供研究生水平的典籍课程教案。学院不为这些研究生提供奖学金，但他们能从这个课程中获得职业发展信用。该课程以为教师提供所需背景知识的方式补充传统教育的不足，从而更加丰富他们的课堂教案。 这项课程与爱德华·唐纳德·海斯卿二世（E.D. Hirsch, Jr.）于1986年创立的“核心知识基础”相伴发展。爱德华是《文化知识：美国人需要知道什么》一书的作者，这本书旨在提升人们在基础教育阶段的核心共识。
2007年，夏默实施“典籍+法律课程”计划，为学生提供与芝加哥肯特法学院（Chicago-Kent College of Law）的联动教学，允许学生将第一年法学院的学龄与夏默学龄连续计算，他们获得法学博士学位的总时间是5年而不是7年。2009年，夏默还与哈罗德华盛顿学院（Harold Washington College (HWC)）实施这种联合办学计划。华盛顿学院是少数几所提供典籍课程的大学之一，夏默允许华盛顿的学生报读一门夏默课程，鼓励他们获取夏默的的学士学位。

### 教师
截至2009年，夏默有11名全职教师及2名教师，期中12人具有博士学位；4人于1978年随学院迁入沃基根。全部教师平均至少有21年的教龄，师生比例为1:8。夏默教师具备跨学科教育能力，“能教授任何一门核心课程是他们的理念”。[f]

### 入学条件
报读夏默的学生要进行学术潜能评估：如果不具备最低成绩平均积点（GPA），则要求合格的考试成绩。夏默确信所招收的学生对学院有益并对知识界有作为。报读者需要撰写一份分析性的学术文章，以展示他们的创造性才能；除此之外，面试也是入学的重要条件。对于那些在职的、有大学经历的申请者，他们属于典型的非寄宿生，但入学条件也参照寄宿生的标准执行。报读夏默的申请者成功率为90%，但学院在接受申请之前，会尽量奉劝不符合条件的申请者不要向学院提交申请书。以4分为满分的GPA成绩，夏默要求申请者必须达到3.29分。夏默依照美国广泛采用的标准化大学入学考试要求，在“成绩平均绩点”和“学术评估测试”两项平均综合成绩中，最终的入取率分别是28%（92届）和19.17% (90届)。
夏默的早期招生计划也接受在读的高中生入学，这项计划起于1950年。当时，该计划得到福特基金会、卡耐基基金会和其他基金会的支持。进入学院的10年级和11年级高中生（16或17岁）会学习与其他学生同样的课程。学院会考虑给那些在某些方面有浓郁兴趣的学生实施激励机制，激发他们自主的学习态度，使他们将对知识的渴望作为一种最重要的能力来对待。夏默也积极鼓励那些在家自学的学生报考，并特别他们提供适当的教育证明（如那些缺乏成绩单的在家自学者）。2008年，有16%的新生就是年少的高中生或同龄的在家自学者。
2009年至2010年，学院全日制学生的学杂费是21000美元，食宿费是12000美元。有91%的本科生会得到学院的资助，每个学生平均的全部资助额为10594美元。

### 办学成绩
2009年，由《华盛顿月刊》组织的院校排名中，夏默位列文科类第82名，而当时的《美国新闻和世界报道》未排定夏默的名次。2006年，在基于“稳健顶尖”、“传统自由”和“忠诚度”因素的全美50所院校的选拔赛中，夏默获选第一名。这次选拔的目的是要突出“课程应该采用一种特别的方式与美国人开拓创新的核心价值观和西方活跃的思想传统联系起来”。美国巴朗系列教育有限公司认定夏默是其三百所最优质的学院客户之一，并阐明“夏默课程的成功取决于对知识诠释的伟大理念和教师在教学上的协调技能，这些教师因能够将‘想象’变成“辉煌”而受到人们的称赞”。2000年，《新闻透视》杂志认定夏默为一所全国最政治正确的学院。一份被认可的列表显示：“一所具有影响力的传统课程的院校不会被多元化和差异化的时髦教育现象和盲目崇拜所困扰”。
2007年，夏默加入了由非盈利组织—教育保护协会发起的全国性联合抵制大学排名调查活动。第十任院长威廉·格雷格·赖斯说“夏默之所做得好，是我们时常告诫自己要与时俱进，不断与过去的最杰出的理性思想保持一致，不为美国新闻上的说三道四所折服”。几乎所有的夏默学生都要参加GRE学考试，这是一项标准化的研究生入学考试，大四学生的考分会超过其他三个低年级的考生，根据91届的平均录取分值分析，他们“被认为在考试的口头表达与分析项目中，得分排在最优位置”。2009年《华盛顿月刊》的一份报告显示，夏默在美国文科类院校排名中，哲学博士研究生比率位列第三名。1998年威斯康星大学的一份研究认为，在文科类院校中，夏默博士生的比率是最高的；在全国本科生的排名中居第三名。据高等教育数据分享机构的研究显示，夏末位列全美大专院校哲学博士毕业率的第七位；而在语言类院校其哲学博士比率位居第一。

## 校园

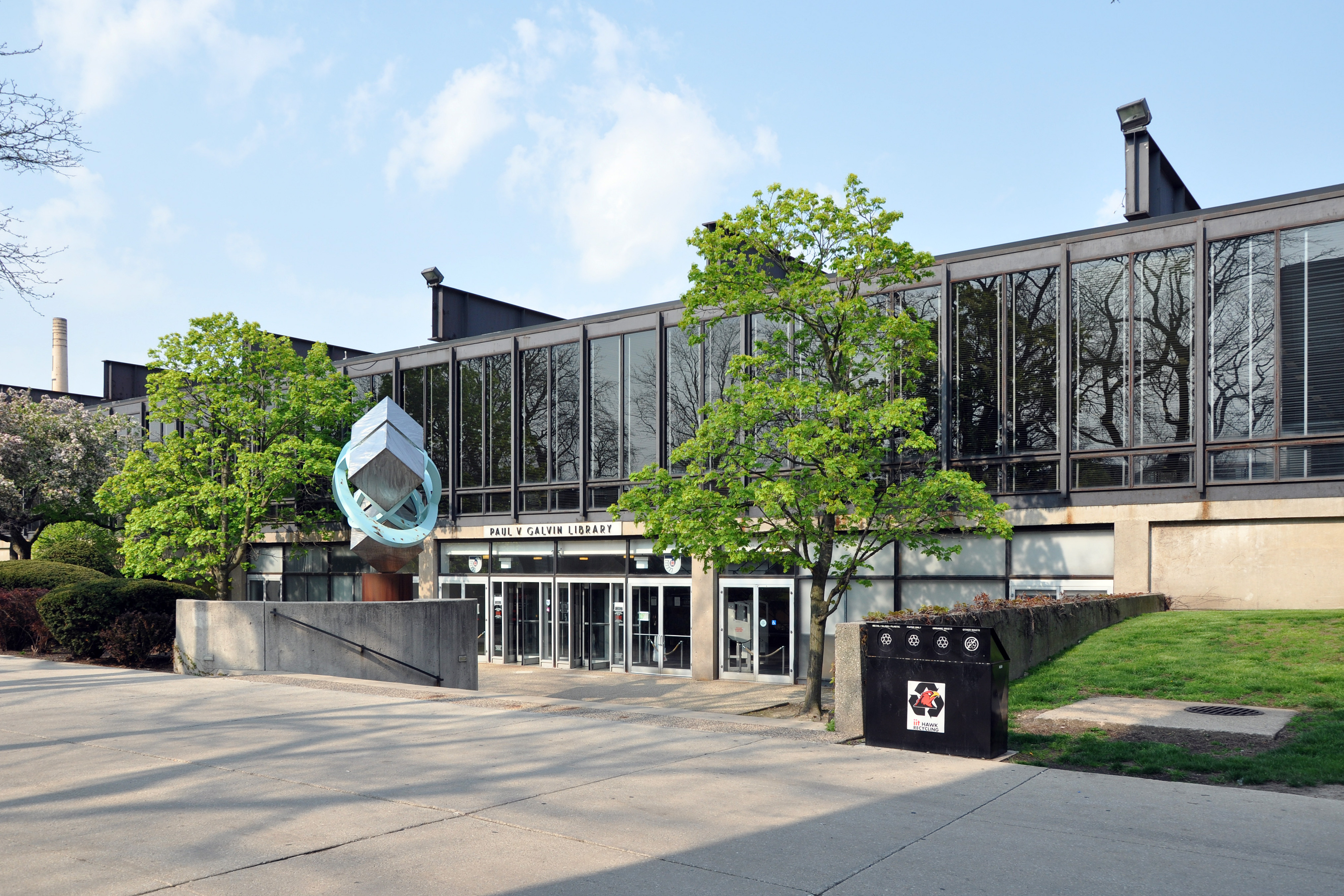
2011年的保尔·V·格尔文图书馆。1962年，该图书馆由建筑师沃尔特纳西（Walter Netsch ）设计建造，以蒙特罗那（Motorola）创办者的名字命名。

2006年，夏默重新将校园定位在伊利诺伊科技学院的校园内。在过去的25年中，夏默校址在伊利诺伊州的沃基根, 是由老旧房舍、旧女青年基督会和一幢公寓大楼组成的松散集合体。第十任院长赖斯相信，新校址可以更广泛地吸引学生和捐赠者，还会扩大对学生的服务范围(如：餐厅和体育设施)，并有机会同科技学院进行学术合作。
120英亩（48.6公顷）的中心校园被第33街和伊利诺伊大街所围绕，距芝加哥环城路南部约3英里，历史上与芝加哥南面的布朗兹维勒（Bronzeville）相邻。.夏默校址曾以黑人都会区闻名，历史上这一地区有许多著名的非裔居民和机构，是芝加哥的一处地标，20世纪50年代曾兴旺一时。那一时期留存下来的一些建筑物于1986年被联合编入国家史迹名录，1998年被评定为芝加哥地标。
夏默现在的校园由现代派建筑师卢德维格-密斯-凡德罗主持设计，该建筑被《纽约时报》评为20世纪伟大的建筑艺术造型之一。凡德罗曾为伊利诺伊科技学院校园构想主要设计计划，结果有20项设计作品被院方采纳，这是他最具雄心壮志的设计工程之一，也是他在世界建筑业界设计成果的最伟大展现。校园的园景工程由凡罗德的同行密友欧非雷德-科尔德维尔主持设计（Alfred Caldwell）,该工程是普列里景观建筑师学院的最后一件代表作。1976年,美国建筑师学会将这个景观评定为全国200处最重要的景观建筑艺术之一。2005年，科技学院的主校园被登录《国家史迹名录》。

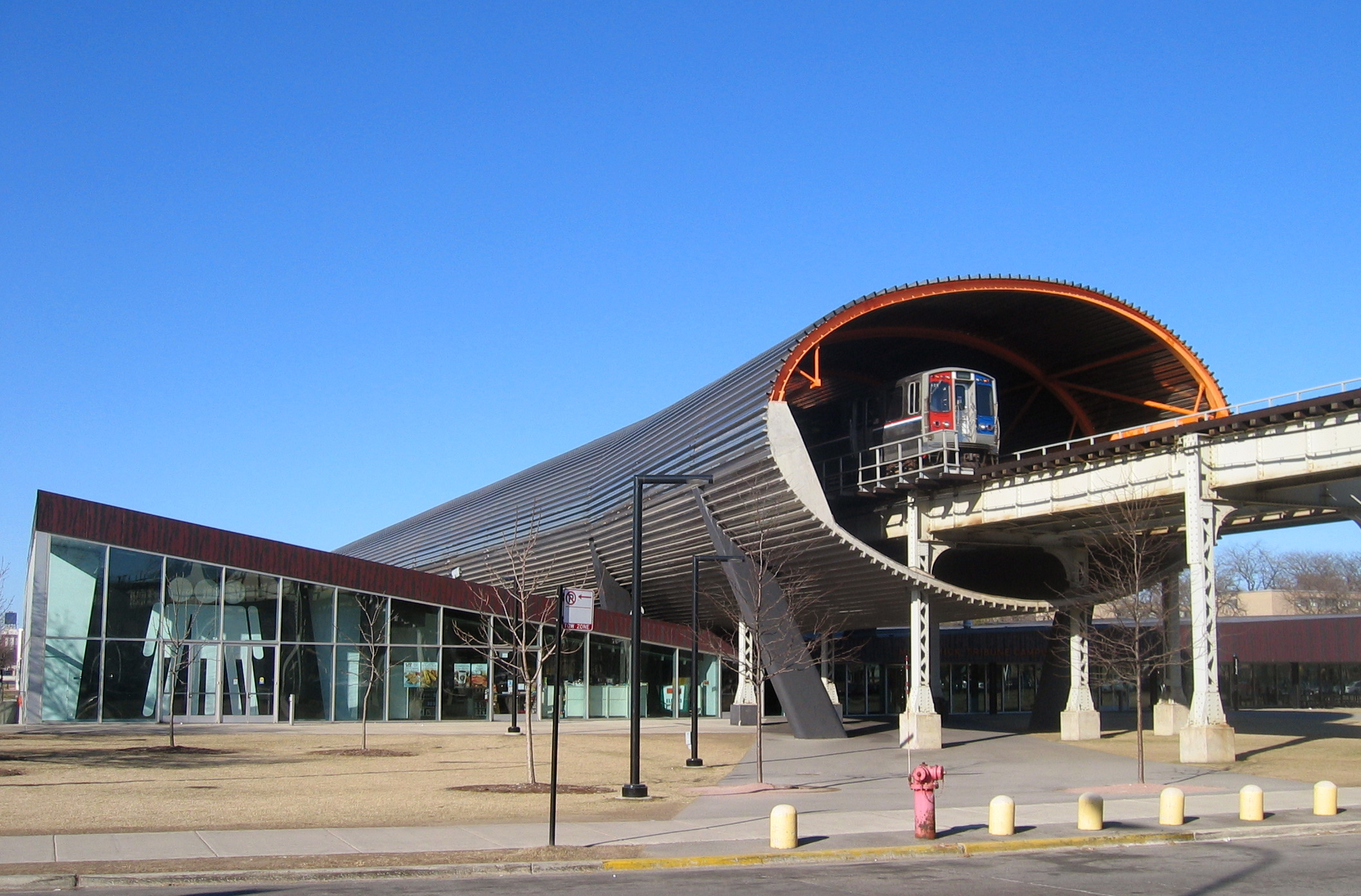
2007年的麦考密克·丘比犹校园中心。夏默学生称其为“轨道下面的建筑”或”B.U.T.T”

 夏默占地17000平凡英尺（1580平方米），这里之前是天然气科技协会大楼联合体的第一层和第二层，曾长期租个伊利诺伊科技学院使用。这幢由凡德罗的设计的连体大楼建于1947年和1955年之间，共有四栋建筑组成，南面的建筑临近美国的第一个工业核反应堆。
选择寄宿的学生住在冈萨雷斯大楼，该大楼于2008年被完全改造为纯公寓式住宅。夏默有通往保尔-V-格尔文图书馆的入口，该图书馆是伊利诺伊科技学院的主要研究型图书馆，藏书180万册，25500种期刊和广泛的电子文档资源。夏默在从沃基根迁来时，也将自己的1.5万册图书存于这个图书馆。
科技学院对夏默学生开放的其他设施包括“麦考密克·丘比犹校园中心”(MTCC), 该中心由享有国际声誉的建筑师雷姆-库哈斯（Rem Koolhaas）于2003年设计建造。
该里是学生的主要活动中心，设有快食店、新闻站、休息区、会议中心、计算机工作站、书店和大礼堂。夏默学生还可使用科技学院的主要体育场所、临近大学体育队的凯亭体育中心，该中心向学生提供拍球戏、保龄球、攀岩、各式舞蹈运动以及班级间的篮球、排球、足球对抗赛。

## 学院管理

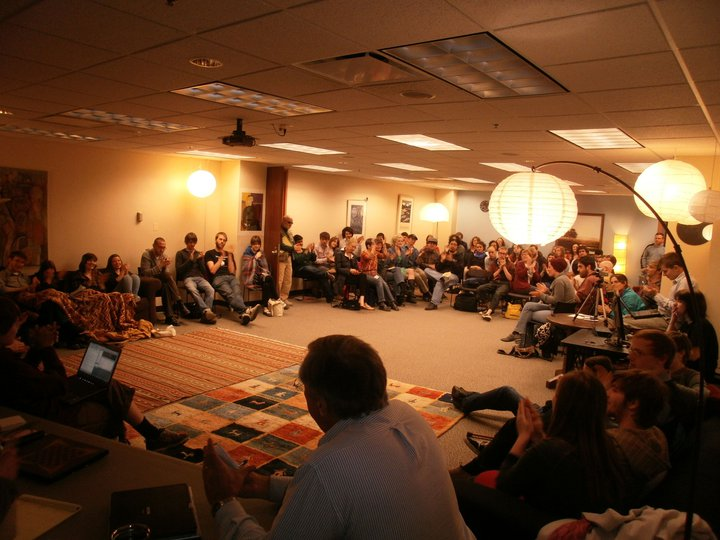
2010年，正在进行中的夏默学院大会。1970年代后期，在师生的集中努力下，夏默实施民主自治管理，并一直沿用至今。

夏默是一家非盈利性的法人机构，设有一个独立且永续存在的“受托人委员会”，由她管理学院事务和财产。委员会授权给学院最高执行官-院长、教务长以及与学术事务相关的教师，由他们管理学院事务。截至2009年，这个委员会共有36名成员（包括3名学生和2名教师），最终会发展到40名，总负责人是圣约翰大学校长克里斯多夫-B-纳尔森（Christopher B. Nelson）。
“推进全民化管理是受托委员的一个使命”，夏默说，“在世界高等教育机构中，能在更广的围内致力于内部自治是很稀罕的事”。 1977年以来，夏默已经开始由一个叫做评审议会的团体在学院实施内部自治，由尽可能多的公众选出的学生和教师担任所有的行政机构成员，包括受托委员会成员，这样，传统学院和大学自上而下的官僚主义作风，在夏默会被尽职尽责的民主对话所取代。 “评审议会”没有法律上的授权，但却在管理学院的重大事情，夏默说，“这就是基于‘公共评审’而形成的一种管理制度，使执行者具有忠诚的职业操守”。 就在夏默非正式迁入沃基根校址前的几年里，“评审议会”于1980年就依章程正式运作。“议会”的投票成员包括学生、教师、行政人员、职员和受托人。校友也是“议会”的成员，但不投票。“议会”向学院的管理部门提供建议，并通过其在议会委员会的权限指导学院的商业、学术、计划、预算、招生、投诉、金融援助、和学生生活等事务。“议会”的全部成员由教师、职员和议会选出的学生组成。
夏默学生也会派出代表自由参与科技学院的“学生自治协会”(SGA)，,充当校方与表达学生观点之校园论坛的联络员。

## 学生生活

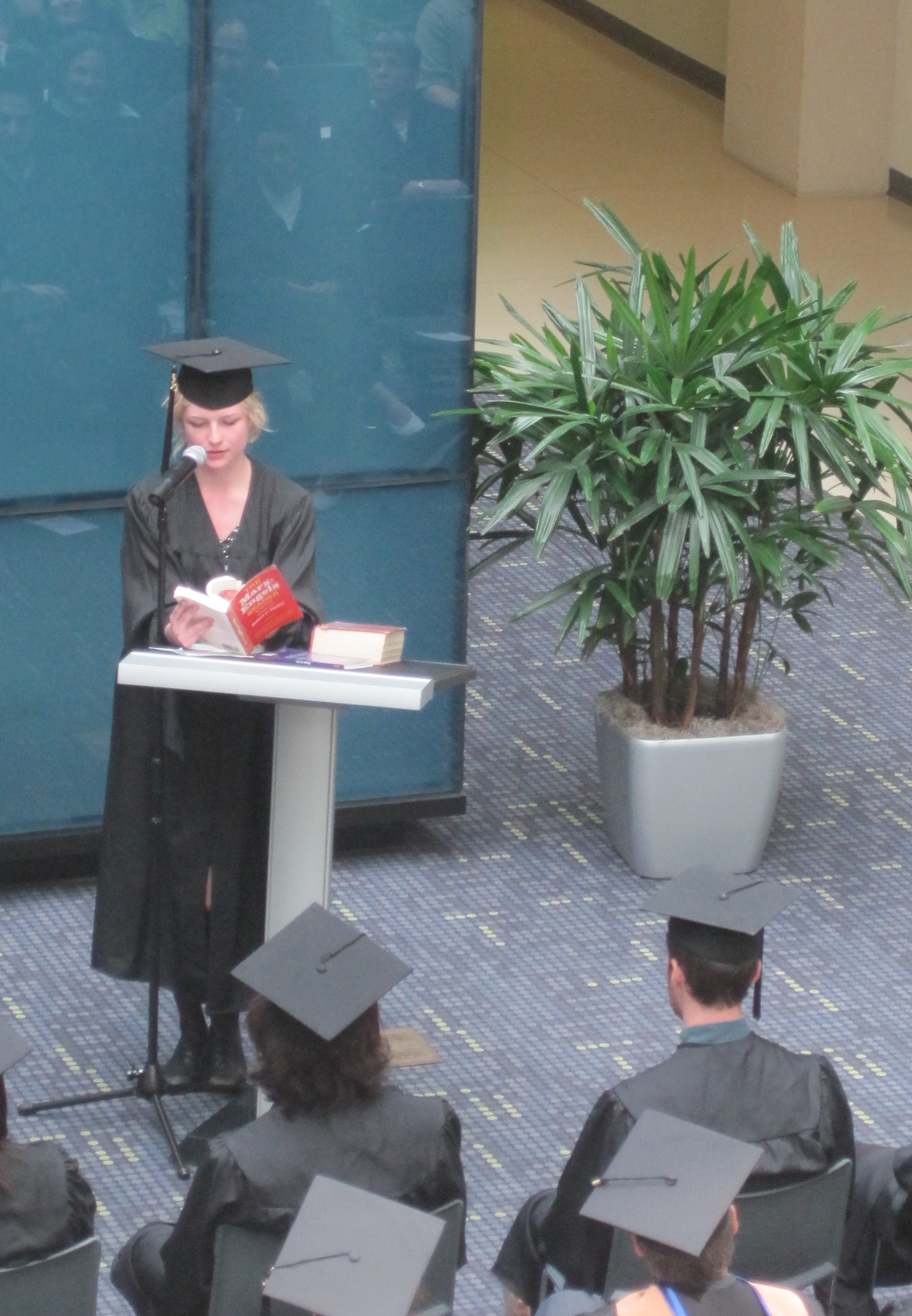
2010年夏默学院毕业典礼上，正在作毕业告别演说的学生拉娅·卡尔（Raya Carr ）。

《纽约时报》称夏默为“美国最袖珍的文科院校之一”，并将这里的学生描述为“... 只知道在毕业时发表告别演讲，是不入流的大学生。他们所钟爱的只有书本，而对传统的教育风格不屑一顾。许多人认为这些学生并没有良好的大学经历”。夏默学生倾向于个人主义，热衷成为思想家，这激发了人们的质疑与好奇。2009年，夏默招收了100名学生，他们来自国内22个州，而且多数来自伊利诺伊州；另有2名来自外国的学生。学院80%的学生为白人，40%的学生年龄为25岁。首年入读的全日制学生，有70% 会进入第二学年继续就读；55%会在6年内毕业。
排外性的兄弟会与姊妹会以及其他组织在夏默是不被允许的，学院没有组织自己的俱乐部或体育项目。夏默有邀请所人共餐的传统，这种传统课可以追溯到早期的沃基根校园，这一天，大家会聚集在一起享用家常便饭，同时谈论感兴趣的话题，并最终促成了评审议会的诞生。欧伦杰马术节是夏默两年一度的才能展示会，这项活动可以追溯到1960年代的学院传统活动。这一天，学院会邀请学生、教师、校友进行个人或集体的诗朗诵、唱歌、弹奏乐曲或讲笑话。
1967年，在人文系教授艾琳·布坎南（Eileen Buchanan）的指导下，夏默为学生开设了戏曲课程。布坎南也是一名职业演员和导演， 他以自己的导演创作补充了夏默课程的不足，为那些想参与戏曲事业的学生提供了机会。夏默学生在芝加哥本地上演的作品有安东·契诃夫（Anton Chekhov）的《凡亚叔叔》和伊芙-恩斯勒（Eve Ensler）的《佛吉亚独白》
学生日常活动除使用科技学院的“MTCC”和体育设施外， 也能参加科院发起的150余个学生组织，包括学生运作的《里特杂志》和校园广播电台，并可在电台主持自己的节目。
学生并不依照特定的职业技能选择毕业设计，大部分的学生会继续研究生阶段的学习：他们中50%的人会获得硕士学位；21%的人会继续攻读博士学位；另外10%的人会报读法学院，5%的人选择商科学院深造。

## 校友
截至2008年，夏默宣称其健在的校友有5,615人。其中有将近25%的毕业生从事教育工作(从小学到大学都有)，7%从事律师职业，还有7%从事电脑软件工作。其余的毕业生则活跃在社会各个行业，从咨询业到社会服务业，以及非盈利性组织等。
塞缪尔·W·麦考尔（Samuel W. McCall）曾经是马萨诸塞州第八届议会区的美国众议员，后又成为马萨诸塞州长，他于1860年代曾就读芒特卡罗尔神学院。夏默畢業生也涵盖诗人和作家，如在夏默发起数年诗歌比赛的彼得·库利（Peter Cooley），诗歌比赛是全美诗人协会之大专院校诗歌奖项的组成部分之一；詩人斯蒂芬·多宾斯（Stephen Dobyns）；以暢銷作《火山》一书獲得普利策奖提名的作家约翰·诺尔曼·麦克莱恩（John Norman Maclean）；曾获颁墨水瓶奖的漫画原作者及编辑凯瑟琳·艾恩伍德（Catherine "Cat" Yronwode）。夏默校友也包括著名政治理论家，如研究阿拉伯-以色列冲突的学者艾伦·道蒂（Alan Dowty）；著有前瞻性的《霸权之后：世界政治经济中的合作与纷争》一书的作者罗伯特·基欧汉（Robert Keohane）；政治家、前學生爭取民主社會的全国秘书长C·克拉克·基辛格（C. Clark Kissinger）；国际形势分析家肯·克纳布（Ken Knabb）；计算机先驱尼克·皮彭格尔（Nick Pippenger）和丹尼尔·J·桑丁（Daniel J. Sandin）也曾在夏默就读；以及实验艺术家劳丽·施匹格尔（Laurie Spiegel）和肯·弗里德曼（Ken Friedman）。
其他夏默的知名校友还包括女歌手兼作曲家菲比·斯诺（Phoebe Snow）；医学发明家、《石板》杂志的專欄作家、耶鲁大学医学院教授悉尼·斯皮瑟尔（Sydney Spiesel）；惠特曼学院（Whitman College）古典学教授伊丽莎白·范迪弗（Elizabeth Vandiver）；作家、社会活动家、网络出版商希瑟·科琳娜（Heather Corinna）；计算机软件制作人史蒂夫·海勒（Steve Heller）；哲学家和國際象棋大師—杰西·克莱（Jesse Kraai）；佛罗里达州联邦众议员罗恩·舒尔茨（Ron Schultz）1999年，芝加哥企業家和夏默毕业生彼得·哈尼格（Peter Hanig）協辦了一场国际室外艺术展「奔牛節」（CowParade）。